# Carl Peter

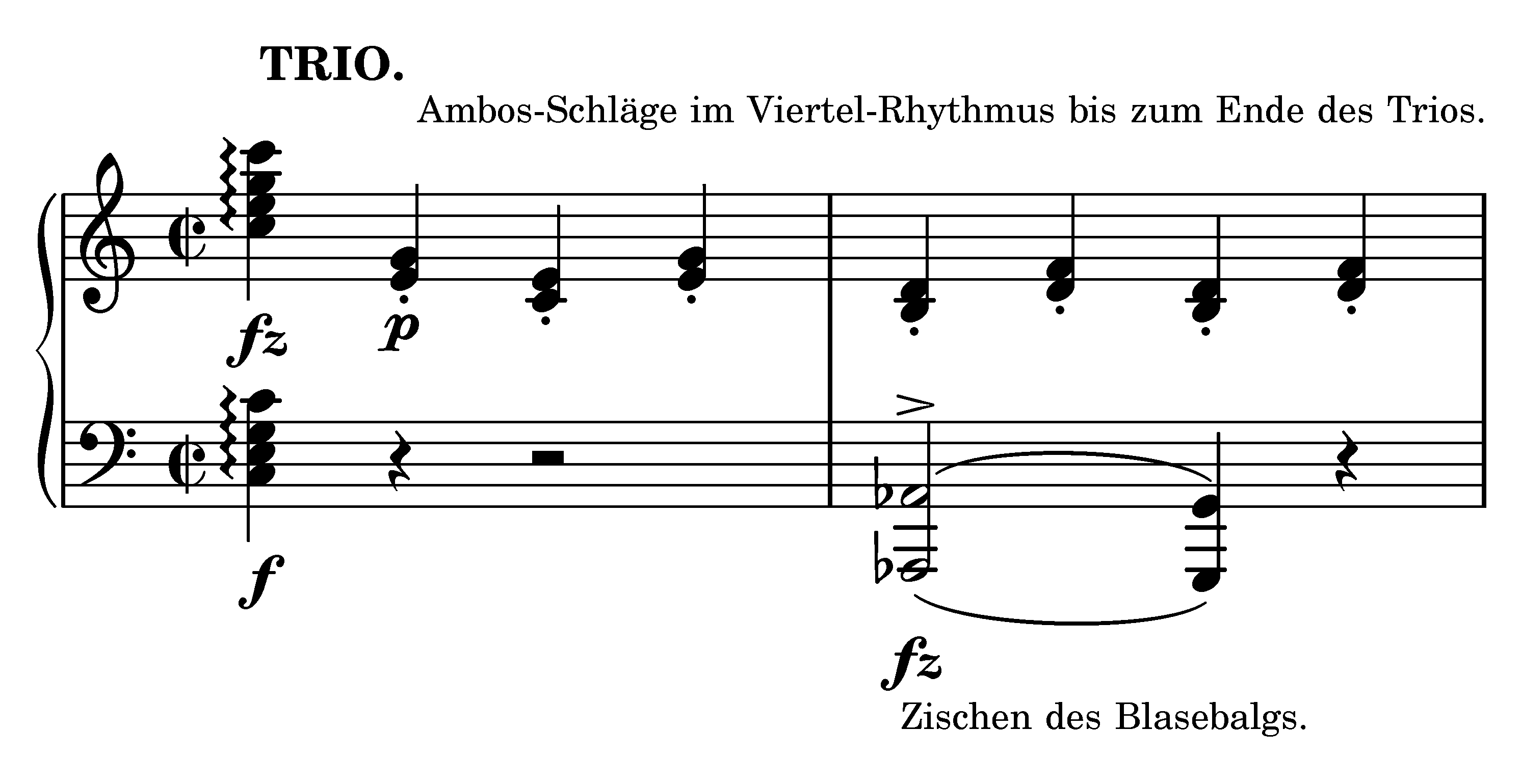
Der kreuzfidele Kupferschmied: Trio-Einleitung

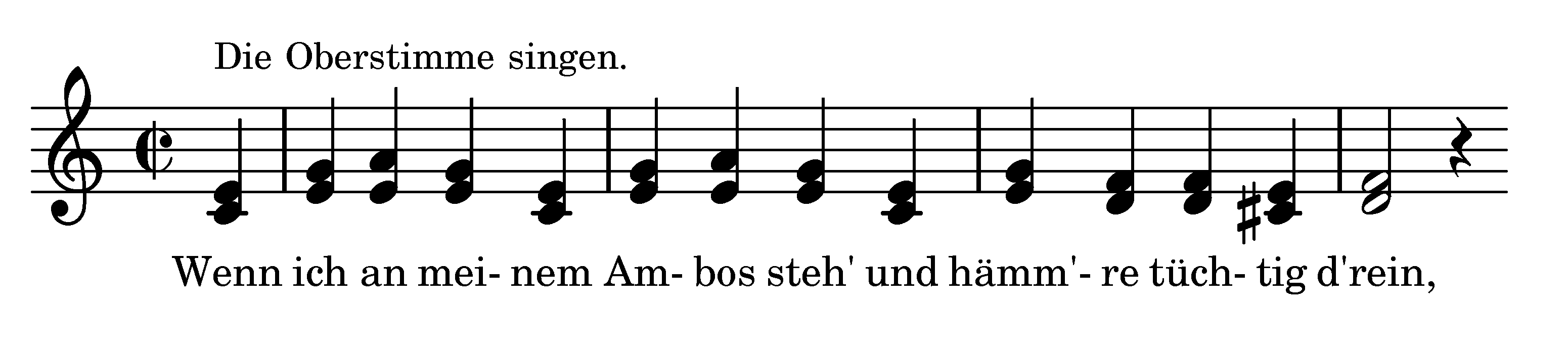
Kupferschmied: Trio, Strophe

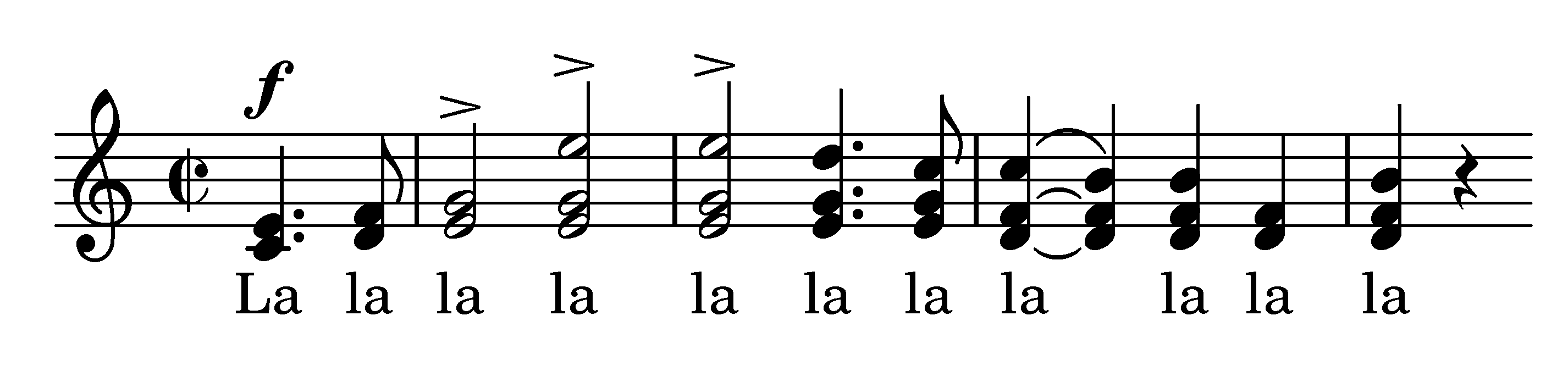
Kupferschmied: Trio, Refrain

Carl Peter (* 1866; † 1942) war ein deutscher Komponist.
Carl Peter veröffentlichte 1881 den populären Marsch Der kreuzfidele Kupferschmied. Neben den typischen Merkmalen von Marschmusik enthält das Stück im Trio Passagen, die gesungen, mit dem Amboss gespielt und gepfiffen werden sollen. Der Marsch erschien 1883 in einer Blasmusikausgabe und 1888 für Bandoneon. Er wurde international populär, in englischsprachigen Ländern unter dem Titel The Jolly Coppersmith, im Französischen als Le Joyeux Forgeron und auf Schwedisch Den glade kopparslagaren. Das Thema wurde mehrfach als Filmmusik eingesetzt, darunter in dem schwedischen Film Fräulein Julie. Teilweise wird als Komponist des Marsches fälschlich Gustav Peter angegeben.

## Werke
- Der kreuzfidele Kupferschmied. Humoristischer Marsch für Pianoforte mit Gesang ad libitum, Op. 70.[1]
- Bei der frischen kühlen Blonde. Schnell-Polka f. Orch. Dresden, Seeling, Op. 86.[6]